# Благодарнівська сільська рада (Ташлинський район)
Благода́рнівська сільська рада (рос. Благодарновский сельский совет) — сільське поселення у складі Ташлинського району Оренбурзької області Росії.
Адміністративний центр — село Благодарне.

## Населення
Населення — 769 осіб (2019; 877 в 2010, 998 у 2002).

## Склад
До складу сільської ради входять:
| Населений пункт  | Населення, осіб (2002) | Населення, осіб (2010) |
| ---------------- | ---------------------- | ---------------------- |
| Благодарне, село | 759                    | 655                    |
| Майське, село    | 239                    | 222                    |